# Zonopimpla duviliae
Zonopimpla duviliae är en stekelart som beskrevs av Gauld, Ugalde och Paul E. Hanson 1998. Zonopimpla duviliae ingår i släktet Zonopimpla och familjen brokparasitsteklar. Inga underarter finns listade i Catalogue of Life.